# Микроавтобус

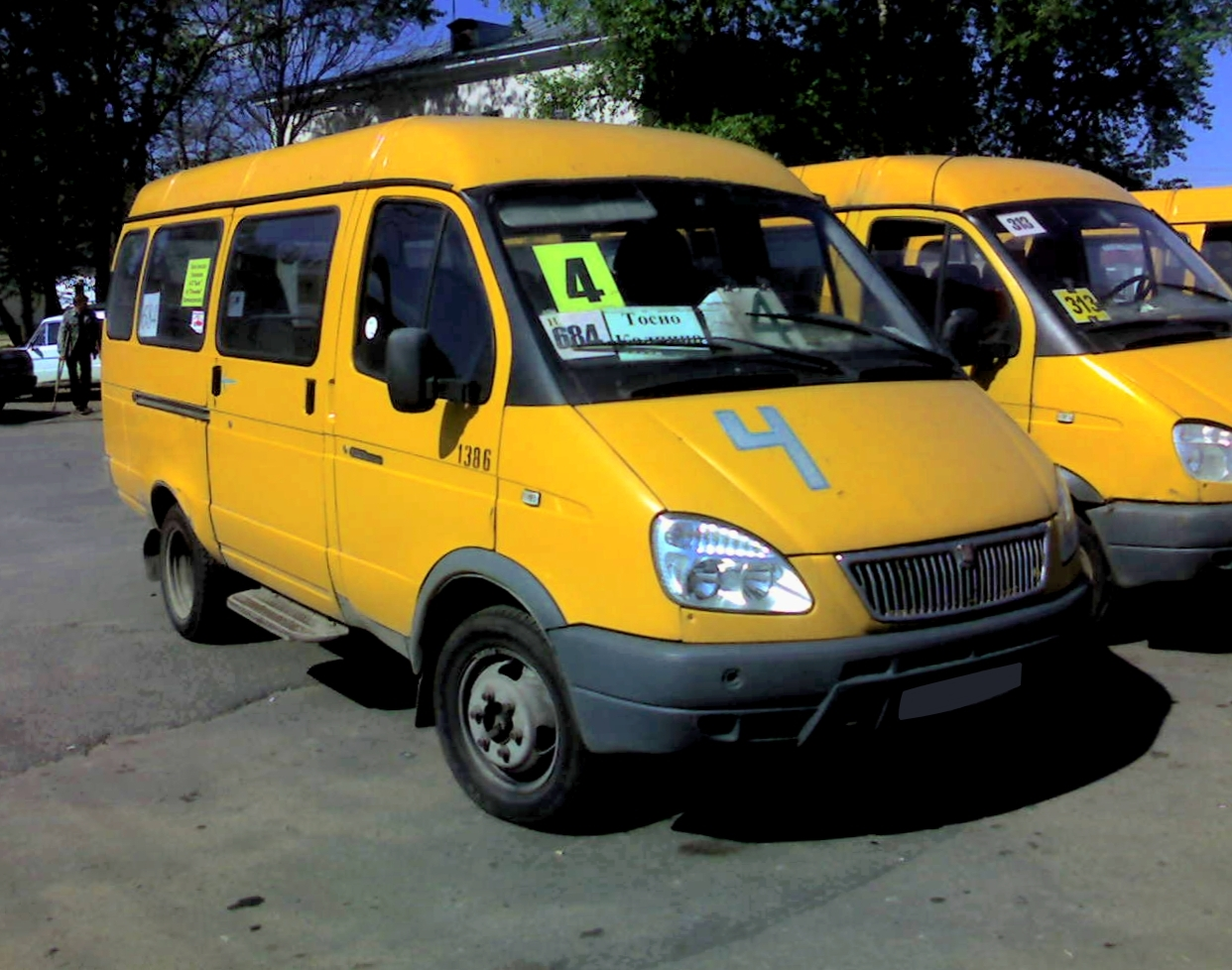
Широко распространённое в России маршрутное такси на базе микроавтобуса ГАЗ-322132

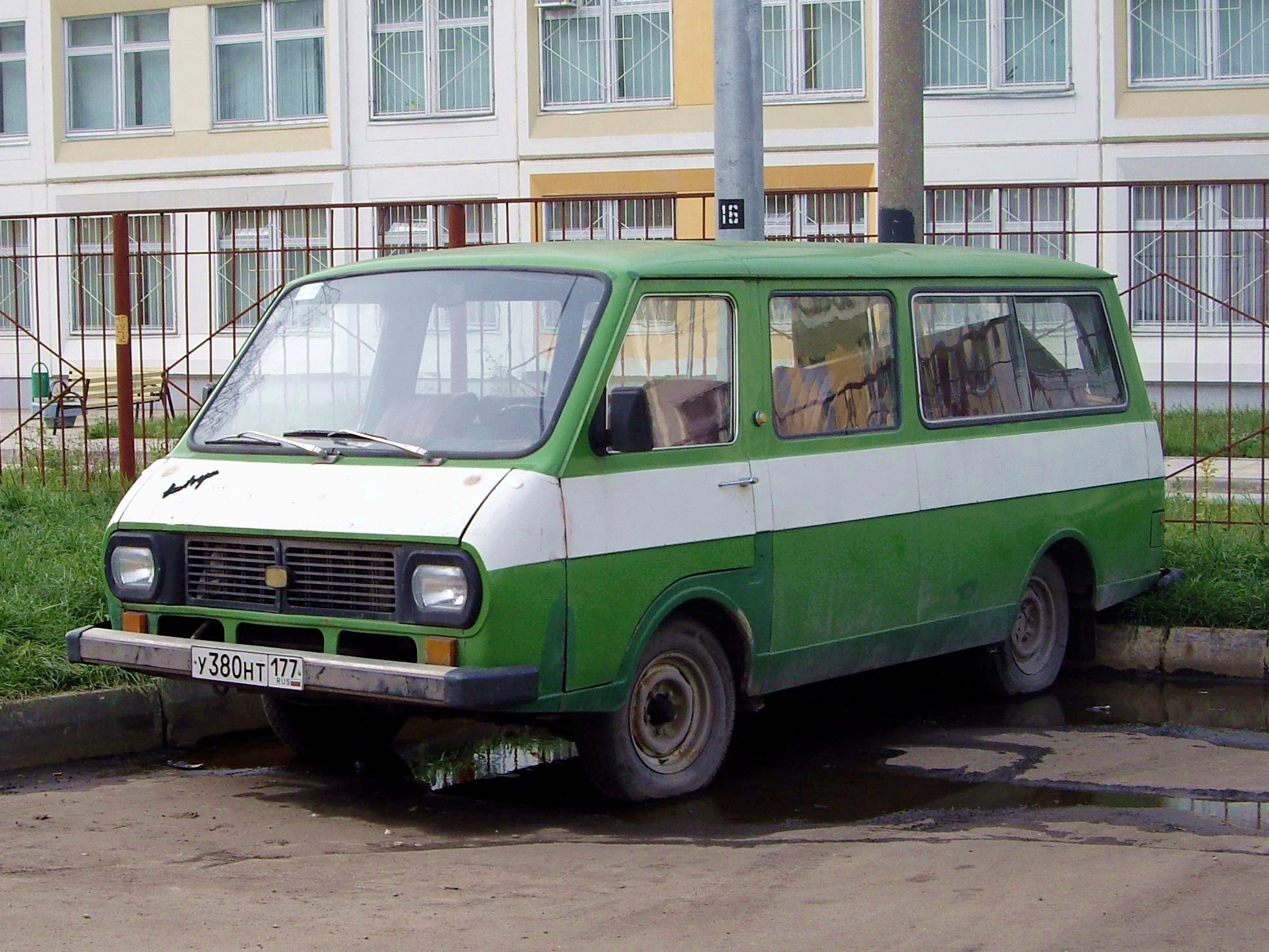
РАФ-2203

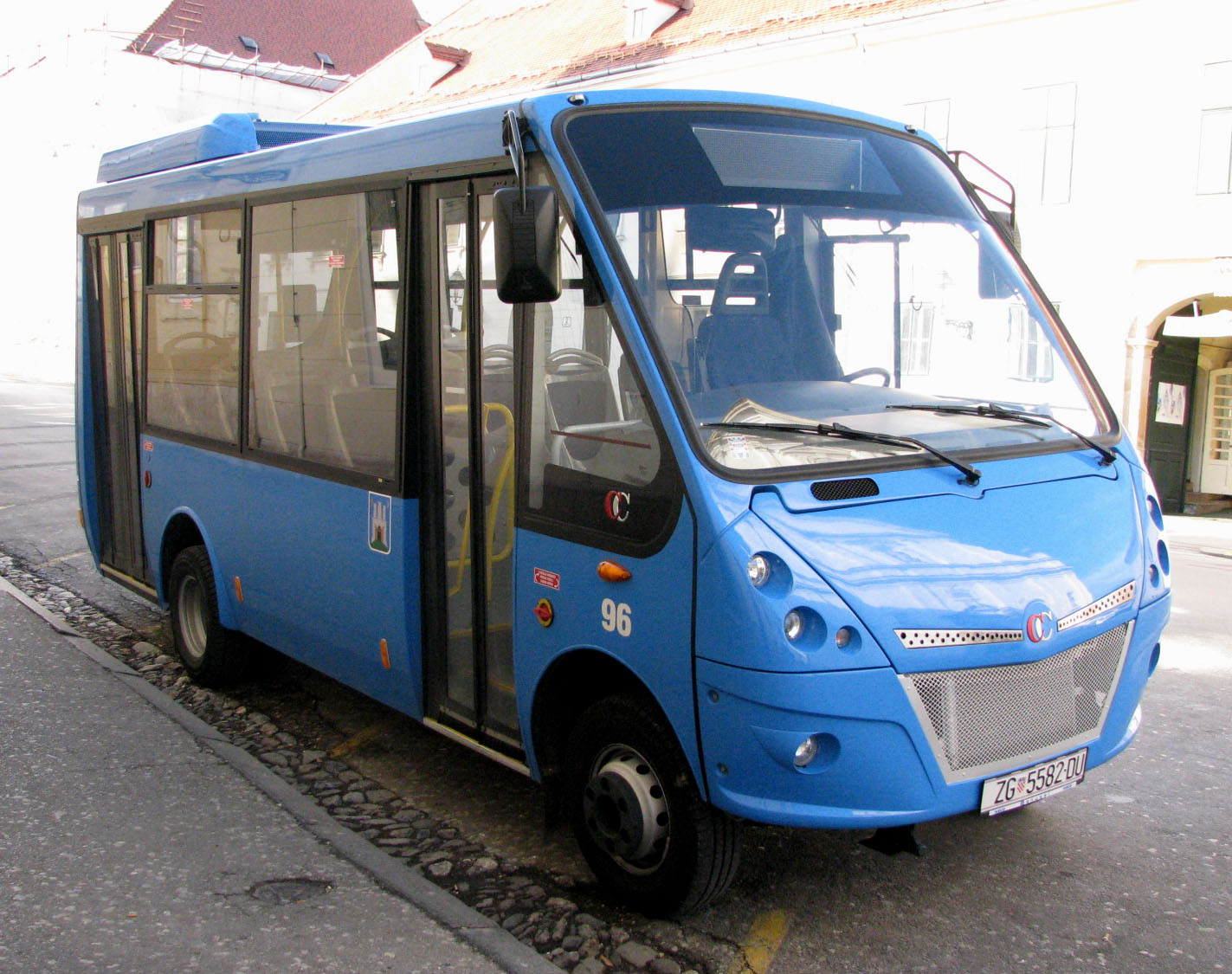
Irisbus Cacciamali Urby

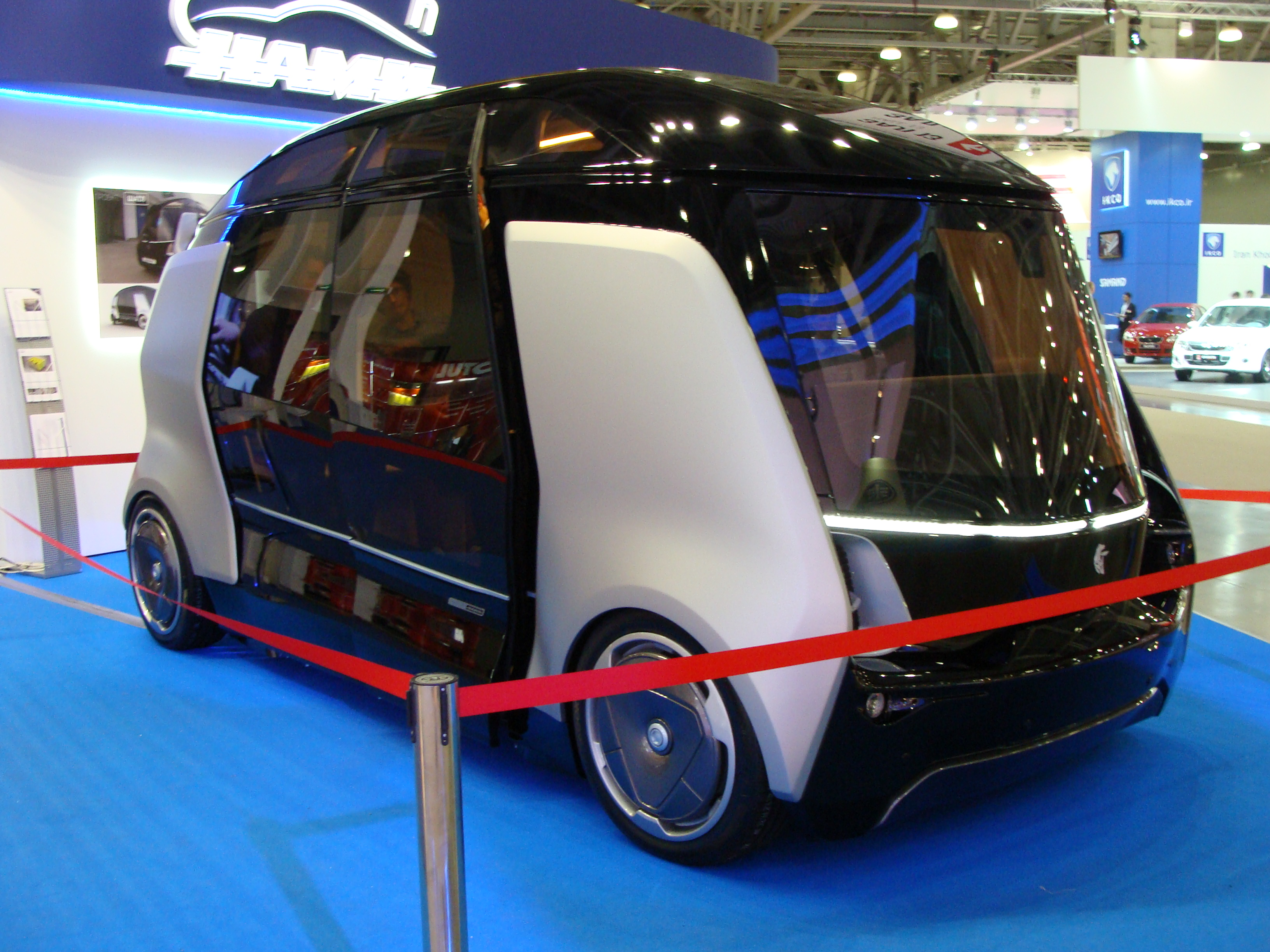
Микроавтобус с автопилотом КамАЗ «Shuttle»

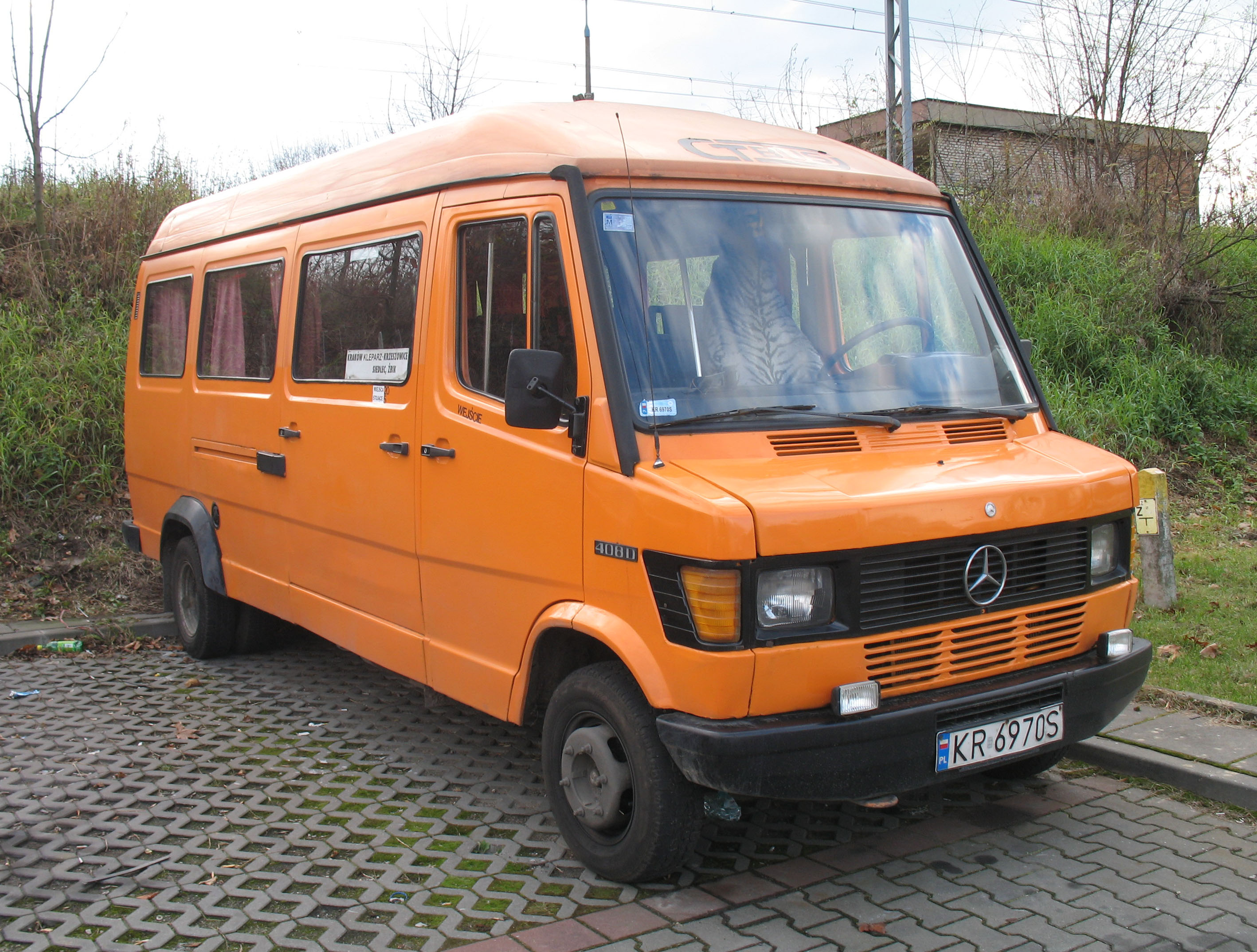
Mercedes-Benz T1 408D

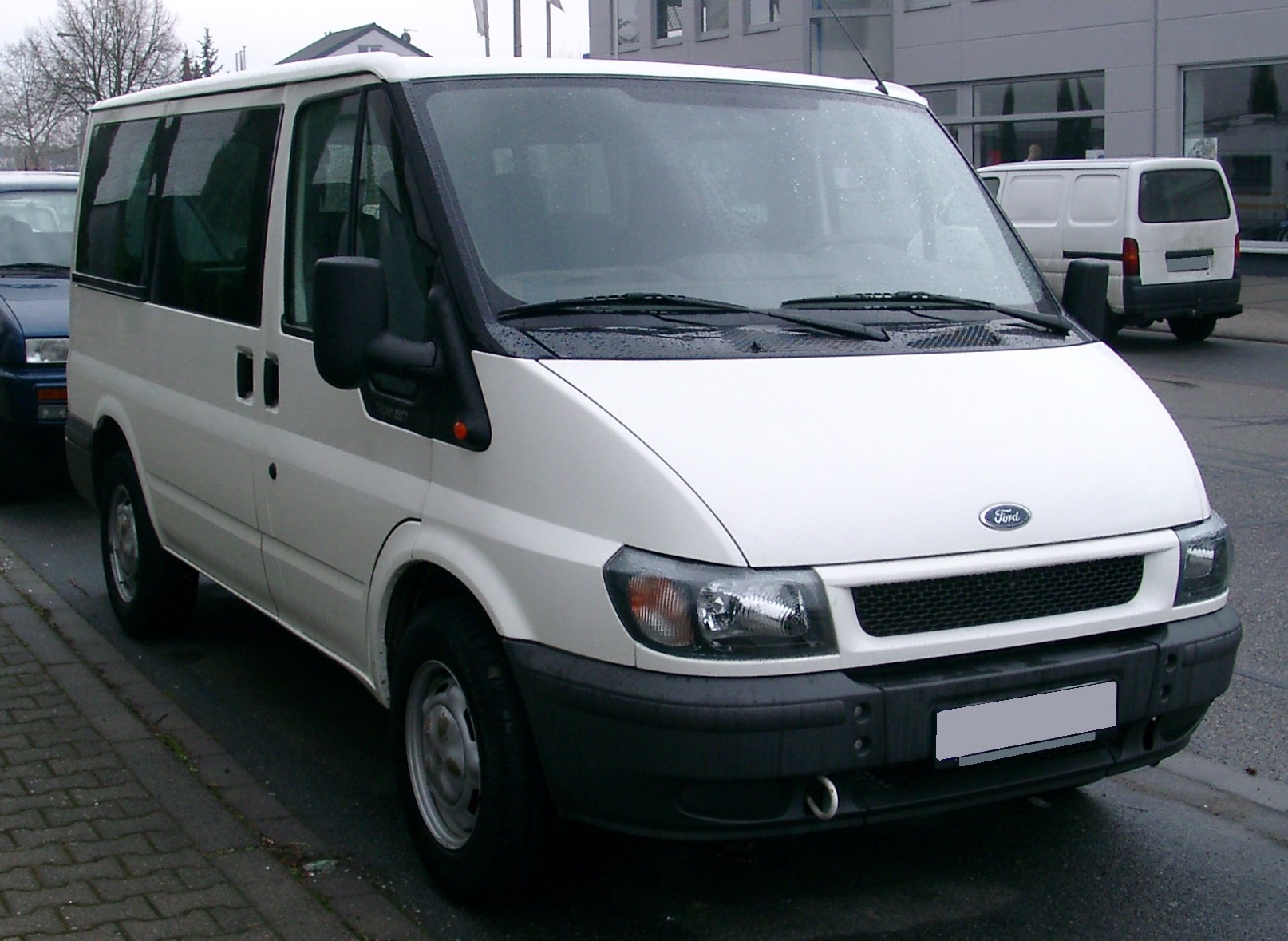
Ford Transit 2000-06

Микроавтобус или автобус особо малого класса — автотранспортное средство (автобус) с кузовом вагонного типа, пассажировместимостью 9-15 человек, обычно длиной от 4 до 7,5 метров , предназначенное для перевозки пассажиров.
Первоначально к микроавтобусам относились все пассажирские легковые автомобили с кузовом вагонного (однообъёмного) типа, в дальнейшем с выделением в отдельный тип минивэнов, к микроавтобусам причисляются только те, пассажировместимость которых более 8 человек.
В просторечии в понятие «микроавтобус» иногда включают не только автобусы особо малого класса, но также автобусы малого класса (например, ПАЗ-3205) и минивэны. От первых микроавтобусы отличаются длиной (менее 5,5 м), от вторых — количеством рядов сидений (более 2-3-х рядов).

## История
Первым «концепт-каром» микроавтобуса считается Alfa 40-60 HP, выпущенный в 1914 году. Первым серийным микроавтобусом стал Stout Scarab, производство которого началось в 1935 году, хотя эти модели по современной классификации следовало бы отнести по количеству пассажиров к минивэнам, а не к автобусам. Массовое производство микроавтобусов началось в 1950-х годах. В Советском Союзе выпуск микроавтобусов был начат с середины 1950-х годов, среди первых серийно выпускаемым микроавтобусов были РАФ-10, УАЗ-451В, «Старт», им предшествовали экспериментальные Москвич-А9, РАФ-08. С сентября 1961 года серийно начал выпускаться микроавтобус РАФ-977Д «Латвия», а наиболее массовым и узнаваемым микроавтобусом стал РАФ-2203 «Латвия» Рижской автобусной фабрики. Развитие коммерческих автобусных линий в России привело к резкому увеличению спроса на недорогие микроавтобусы, наиболее массовым из которых стал микроавтобус «ГАЗель».

## Устройство
С точки зрения конструкции микроавтобусы могут быть унифицированы с базовым легковым автомобилем или базироваться на шасси грузовиков малого класса (именно так сделаны грузовики и микроавтобусы «Газель»). Как правило, микроавтобусы имеют сравнительно небольшой диаметр колёс (близкий к диаметру колёс легкового авто) и высоту салона.

## Применение
Микроавтобусы, как транспортное средство с относительно небольшой стоимостью, стали популярным средством коммерческих перевозок, в основном в форме «маршрутных такси». После распада Советского Союза и последовавшей за этим деградации системы общественного транспорта во многих странах бывшего СССР микроавтобусы стали доминировать в структуре пассажирских перевозок, нередко перевозя 80 % пассажиропотока и более.
Микроавтобусы применяются, кроме пассажирских перевозок, и в специальных службах, например в милиции/полиции.

## Производство
В России начала 2000-х годов более 75 % производимых автобусов представляли автобусы особо малого класса.

## Примеры
- ГАЗель
- ГАЗель Next
- Соболь
- РАФ-2203
- УАЗ-450
- УАЗ-451
- УАЗ-452
- Восьмиместный МАЗ-182010
- Barkas
- Fiat Ducato
- Ford Transit
- IVECO Daily
- Mercedes-Benz Vito
- Mercedes-Benz Sprinter
- Peugeot Boxer
- SsangYong Istana
- Toyota Hiace
- VW Transporter